# A Pobra do Brollón
A Pobra do Brollón est une commune d’Espagne, en Galice dans la Province de Lugo. Elle avait une population de 2.162 habitants en 2008.
La commune est située sur le Camino de Invierno, un des chemins secondaires du pèlerinage de Saint-Jacques-de-Compostelle qui commence à Ponferrada.

## Paroisses
| - Abrence (San Xoán) - Barxa de Lor (Santa Mariña) - Canedo (San Miguel) - Castroncelos (Santiago) - Castrosante (Santa Mariña) - Cereixa (San Pedro) - Eixón (San Xurxo) - Ferreiros (San Salvador) - A Ferreirúa (San Martiño) - Fornelas (Santa Comba) - Lamaigrexa (San Pedro) | - Liñares (San Cosme) - Óutara (Santa María) - Parada dos Montes (Santa Einés) - Pinel (Santa María) - Piño (Santa María) - A Pobra do Brollón (San Pedro) - Saa (Santa María) - Salcedo (San Xoán) - Santalla de Rei (Santalla) - Veiga (San Xián) - Vilachá (San Mamede) |